# خوان بيرنال بونس
خوان بيرنال بونس (بالإسبانية: Juan Bernal Ponce)‏ هو رسام ومهندس معماري تشيلي، ولد في 17 يوليو 1938 في فالبارايسو في تشيلي، وتوفي في 19 يناير 2006 في سان خوسيه في كوستاريكا.